# Zevenzonenboom

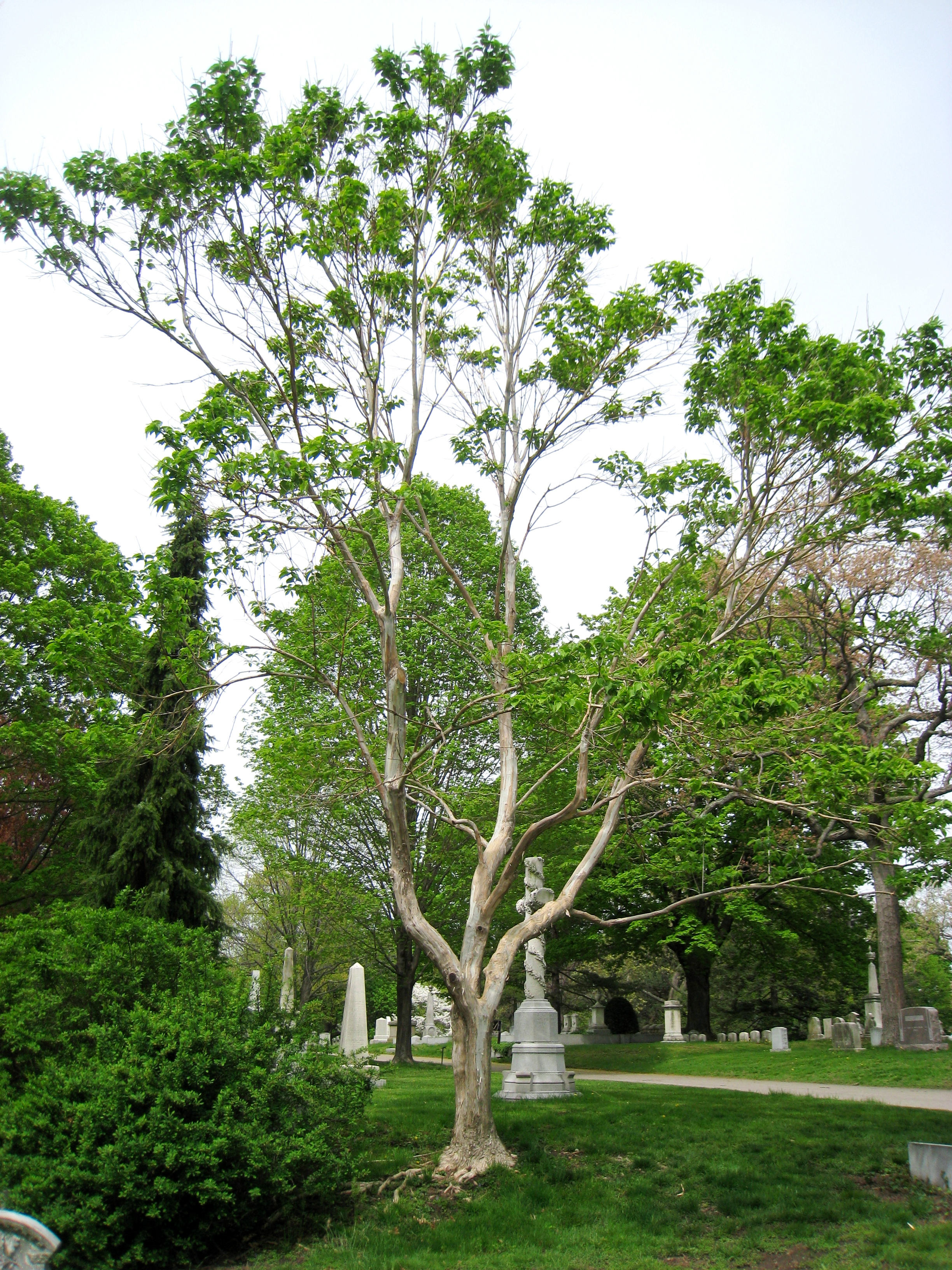
Zevenzonenboom

De zevenzonenboom (Heptacodium miconioides) is een bloeiende plantensoort. Het is de enige soort in het monotypische geslacht Heptacodium, van de kamperfoeliefamilie (Caprifoliaceae). De algemene naam "zevenzonenbloem" is een directe vertaling van de standaard Chinese naam 七子花 qī zi huā.
Deze soort is endemisch in China en werd in 1907 ontdekt voor de westerse tuinbouw door de Britse plantenjager Ernest Wilson uit naam van het Arnold Arboretum. De plant groeide op bergkliffen bij 'Hsing-Shan Hsien' in het huidige Xingshan County in het westen van de provincie Hebei in centraal China. Zelfs toen al werd hij als zeldzaam beschouwd; er zijn nog maar negen populaties in het wild bekend (bijvoorbeeld één op de Tiantai-berg), allemaal in de provincies Anhui en Zhejiang en bedreigd door verlies van leefgebied. De soort staat nu onder tweederangs nationale bescherming in China. De Chinees-Amerikaanse botanische expeditie van 1980 verzamelde levensvatbare zaden en stuurde ze naar het Arnold Arboretum, waar bleek dat de plant gemakkelijk te kweken was. De plant wordt nu over de hele wereld als sierplant gekweekt.

## Beschrijving
Heptacodium miconioides is een bladverliezende grote struik of kleine boom, die doorgaans tot een hoogte van vier tot negen meter groeit. De bast van de stam is papierachtig en dun, lichtbruin van kleur en bladdert af in stroken of vellen. De rechtopstaande, uitgespreide, vierkante takken geven de plant een ronde, vaak onregelmatige vorm. De donkergroene hartvormige bladeren staan tegenover elkaar, acht tot tien centimeter lang en 5 à 6 centimeter breed, met volledige randen en diep ingeplante nerven die parallel aan de rand lopen. In september produceert de Heptacodium miconioides veel kleine, geurige witte bloemen die aantrekkelijk zijn voor vlinders en hommels. De bloemen zijn vijfbladig en kunnen een doorsnede hebben van wel dertien millimeter. Wanneer de witte kroonbladen zijn gevallen, ontwikkelen de kelken zich tot dieprode, uitgebreide lobben die tot november blijven bestaan. De plant is te vinden in struikgewas, bossen en aan de randen van loofbossen, vaak op kliffen, op hoogtes van zeshonderd tot duizend meter.

## Zes bloemen, niet zeven
De bekende plantenkenner John Grimshaw, directeur van het Yorkshire Arboretum, gaf de volgende observatie van H. miconioides door aan de vooraanstaande botanicus Allen J. Coombes (coördinator van wetenschappelijke collecties bij de University Botanic Garden Puebla, Mexico):
'Zeven' is eigenlijk misleidend, want de bloemen in elk capitulum worden in twee rijen van drie gehouden, geclusterd rond een centrale knop, die geen bloemknop is maar in feite een voortzetting van de bloeiwijze-as, die omhoog zal duwen als de bloemen verwelken en een nieuwe ring van zes bloemen zal ontwikkelen, opnieuw rond een centrale knop. Drie van dergelijke iteraties zijn waargenomen.

## Teelt
De soort, die gemakkelijk kan worden vermeerderd door zaad of door stekken van zacht hout, is sindsdien wijdverbreid verkrijgbaar in Noord-Amerika en Europa en werd in 2011 alleen al in het Verenigd Koninkrijk door 26 kwekerijen uitgezet. H. miconioides is extreem winterhard en verdraagt temperaturen tot wel −35°C. Hij groeit ook snel en kan in slechts vijf jaar een hoogte van drie meter bereiken; hij is ook zeer schaduwtolerant. Alle zes de eerste H. miconioides die in 1980 in de Verenigde Staten in het Arnold Arboretum werden geplant, leven nog steeds, wat duidt op een verwachte levensduur van meer dan veertig jaar. Deze plant heeft de Award of Garden Merit van de Royal Horticultural Society gewonnen.

## Opvallende bomen
In het Verenigd Koninkrijk groeide in 1981 een exemplaar van acht meter hoog in de Flagpole Bed naast Jermyn House in de Sir Harold Hillier Gardens, Ampfield, nabij Romsey.

## Etymologie
De algemene naam Heptacodium wordt soms ten onrechte vertaald als 'zeven bellen' waarbij het tweede element wordt afgeleid van het Griekse κώδων (codon) - 'bel', maar werd in feite bedacht door Alfred Rehder, de taxonoom van het Arnold Arboretum, van het Griekse κώδειά (codeia) - 'papaverhoofd' met het voorvoegsel έπτά (hepta-) 'zeven', wat de betekenis geeft van 'met zeven structuren die lijken op papaverhoofden'. De soortnaam miconioides zinspeelt op de overeenkomsten in de plant, met name zijn opvallend geaderde bladeren, met bepaalde soorten die behoren tot het niet-verwante geslacht Miconia (familie Melastomataceae).
De algemene naam in het Standaard Chinees 七子花 (qī zi huā) is samengesteld uit de karakters 七 (qī) 'zeven', 子 (zi) 'zoon'/'kind' en 花 (huā) 'bloem' - vandaar 'Zeven Zoon(en) Bloem' ('Bloem met zeven kinderen'). Geschatte uitspraak (zonder rekening te houden met de tonaliteit van de Chinese taal) 'Chee-dzu-hwaa'.

## Medicinaal potentieel
Uit recente testen is gebleken dat extracten van de plant antibacteriële eigenschappen bezitten. De bladeren van Heptacodium bevatten flavonoïden, tanninen, alkaloïden, saponinen, lignine en chlorogeenzuur.

## Galerij

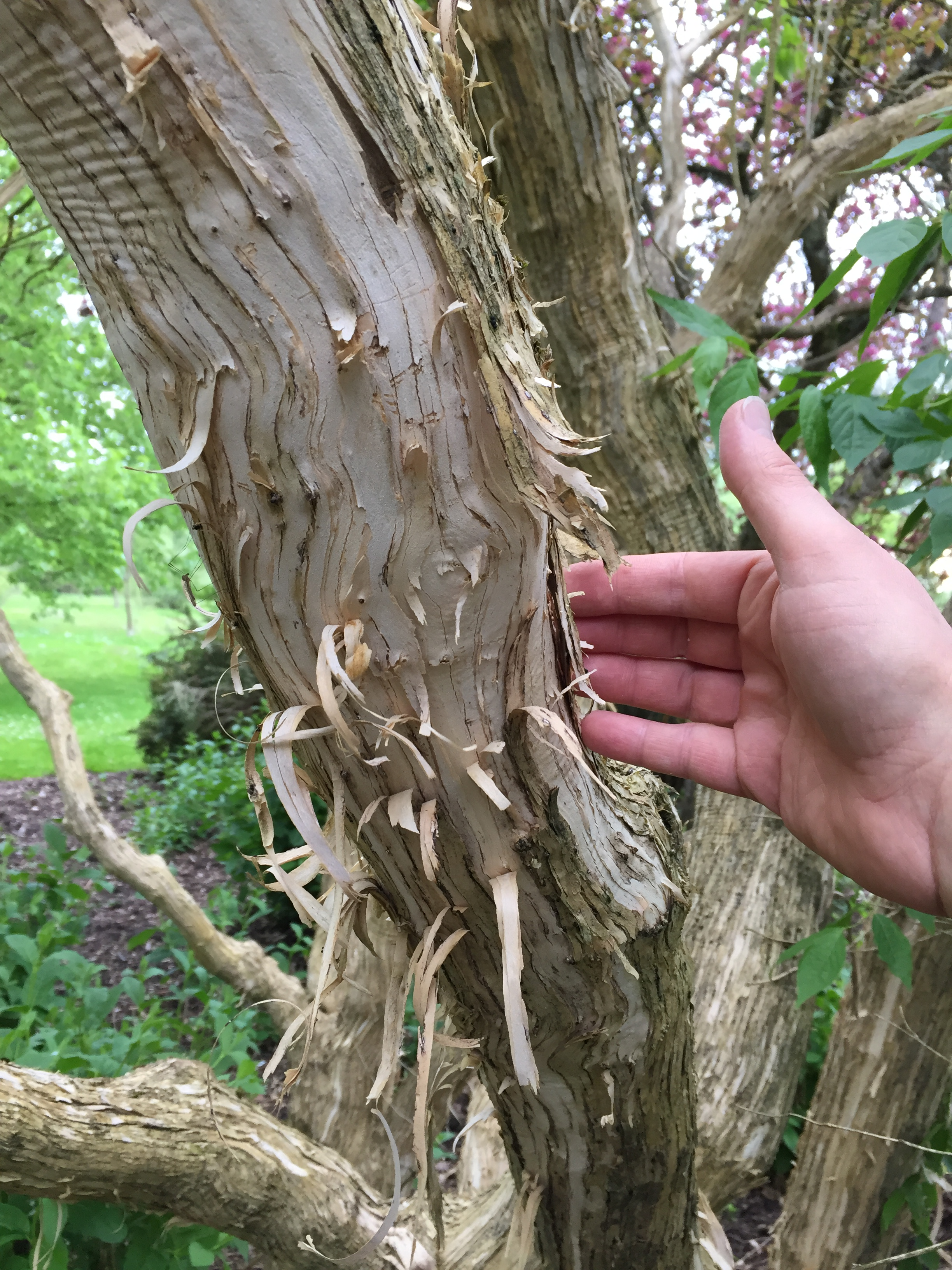
Karakteristieke afbladderende bast van volwassen exemplaren.
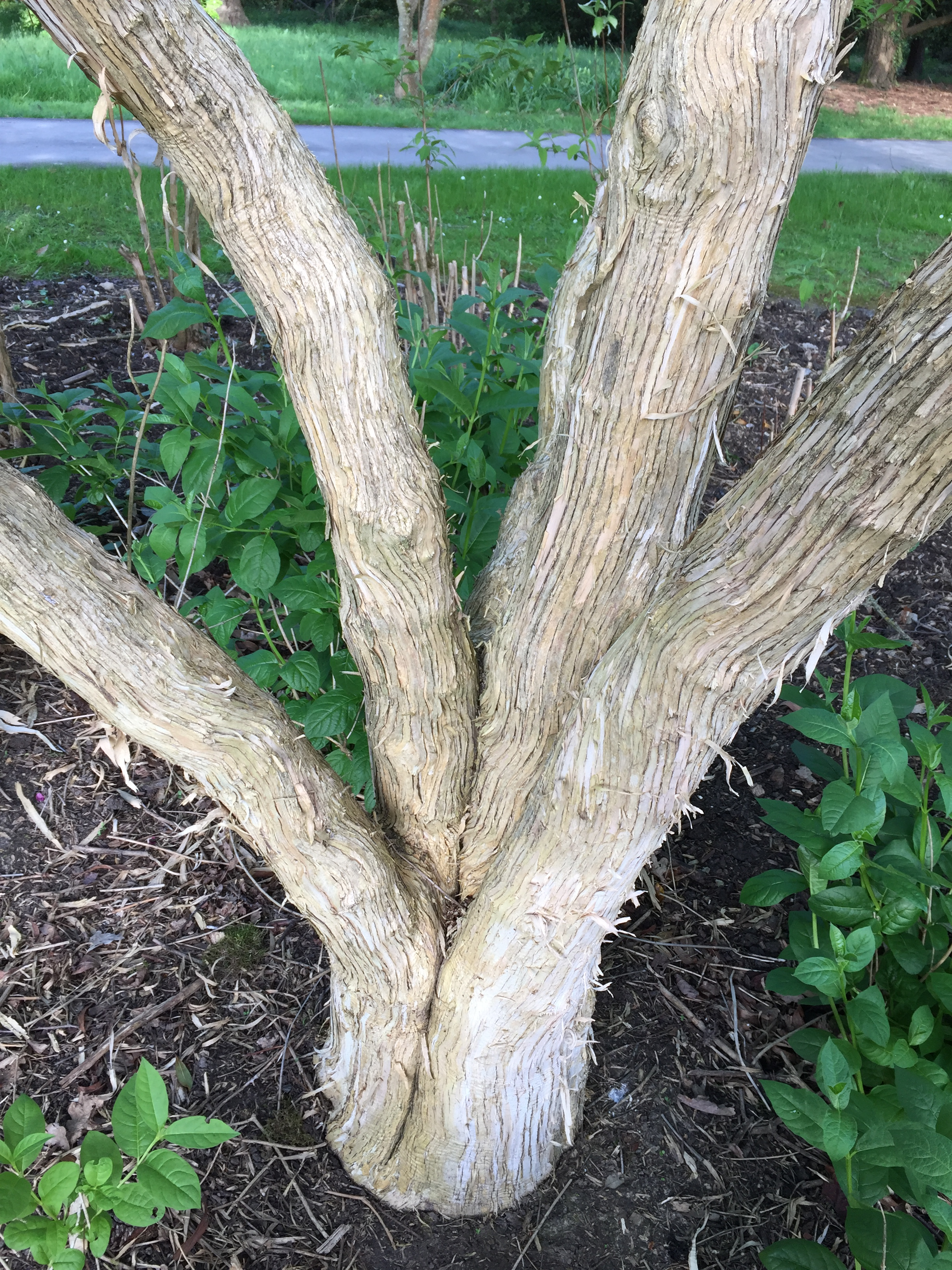
Vier stammen van volwassen exemplaren, zijaanzicht.
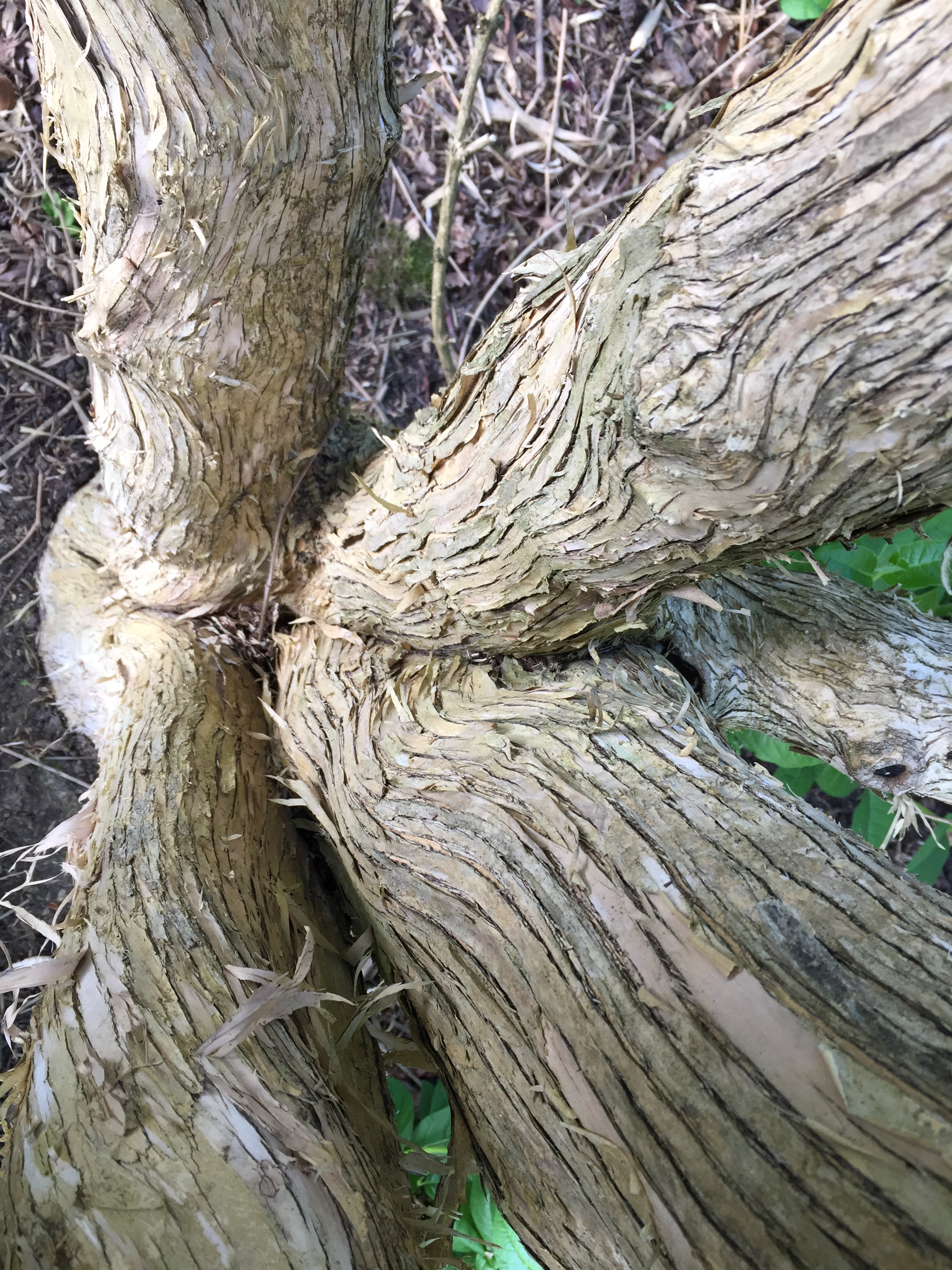
Vertakkende stammen (met vijfde onderstam) van een volwassen exemplaar, van bovenaf bekeken.
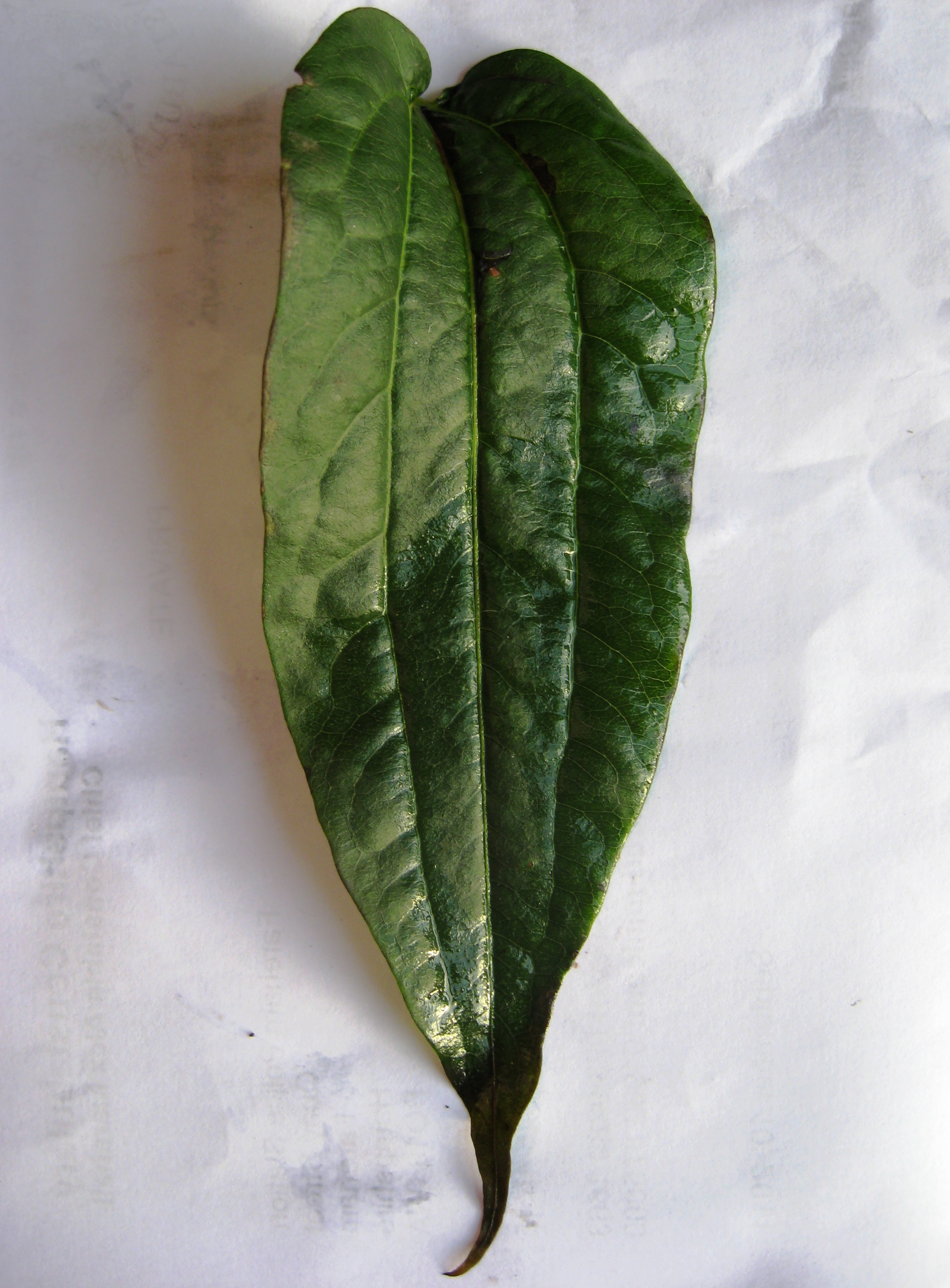
Enkelvoudig blad met karakteristieke drie parallelle lengtenerven.
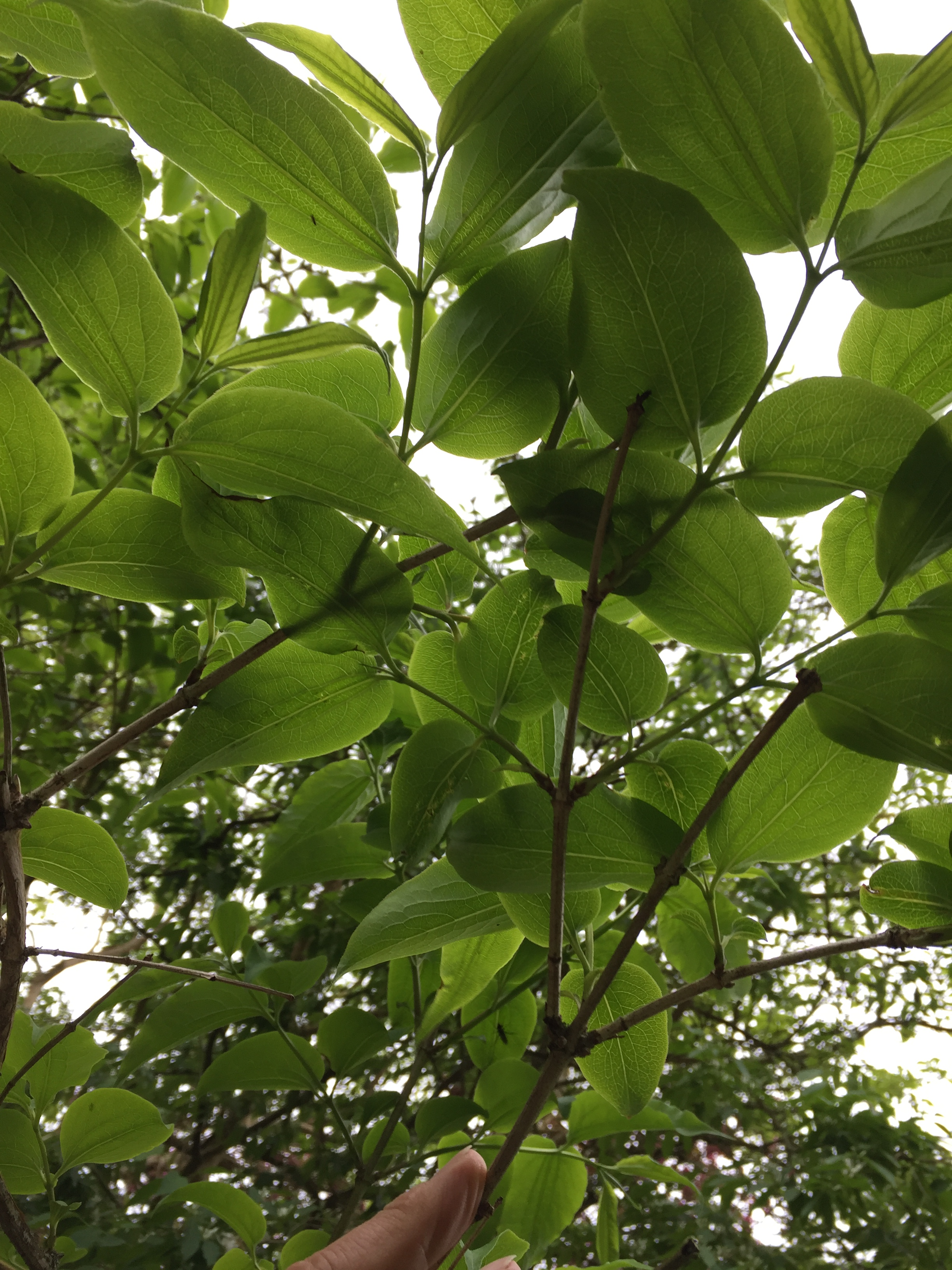
Lentebladeren in het bladerdak van een volwassen exemplaar, van onderaf bekeken.
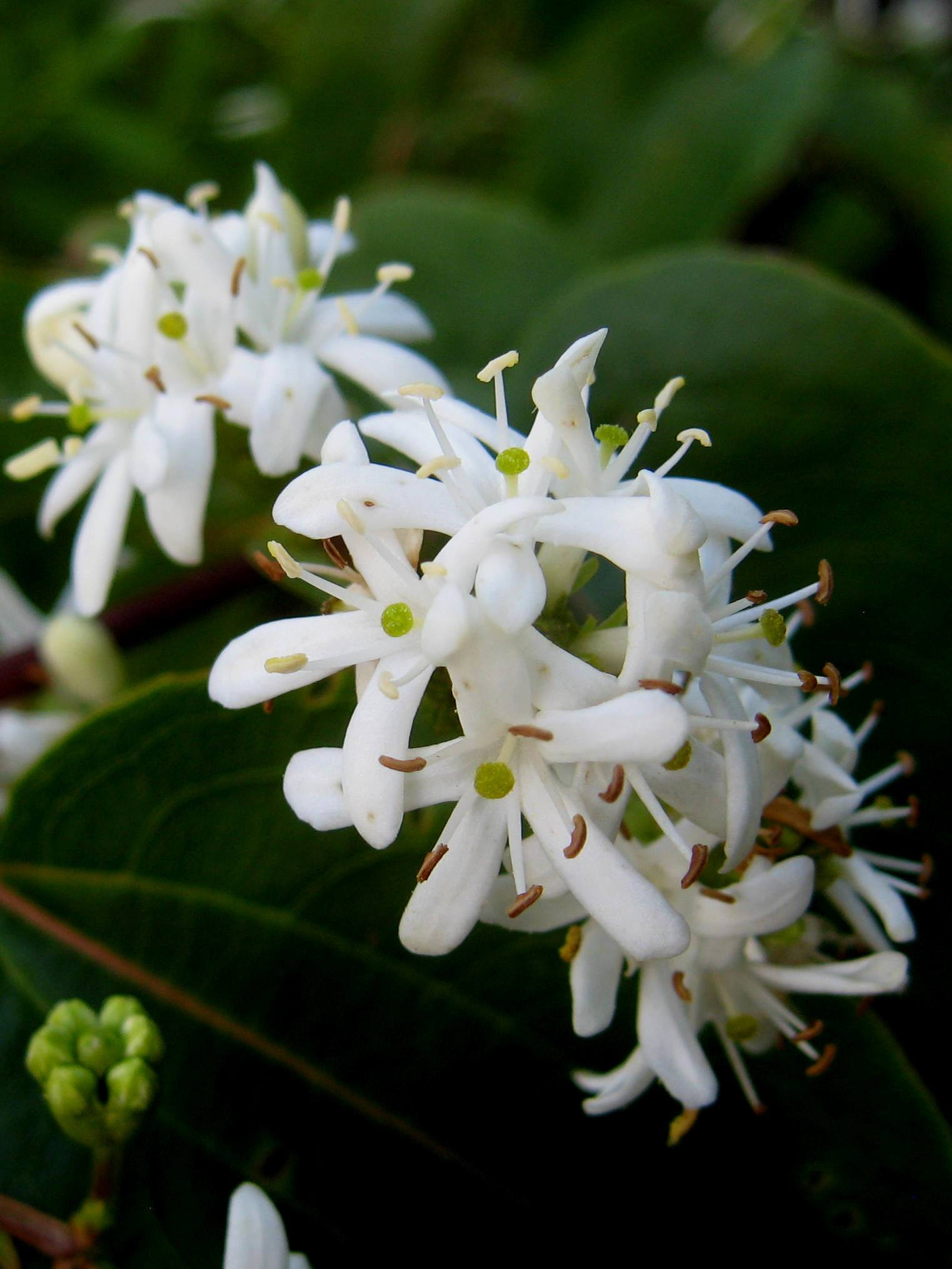
Close-up van kleine, geurende, witte bloemen in de late zomer/vroege herfst.
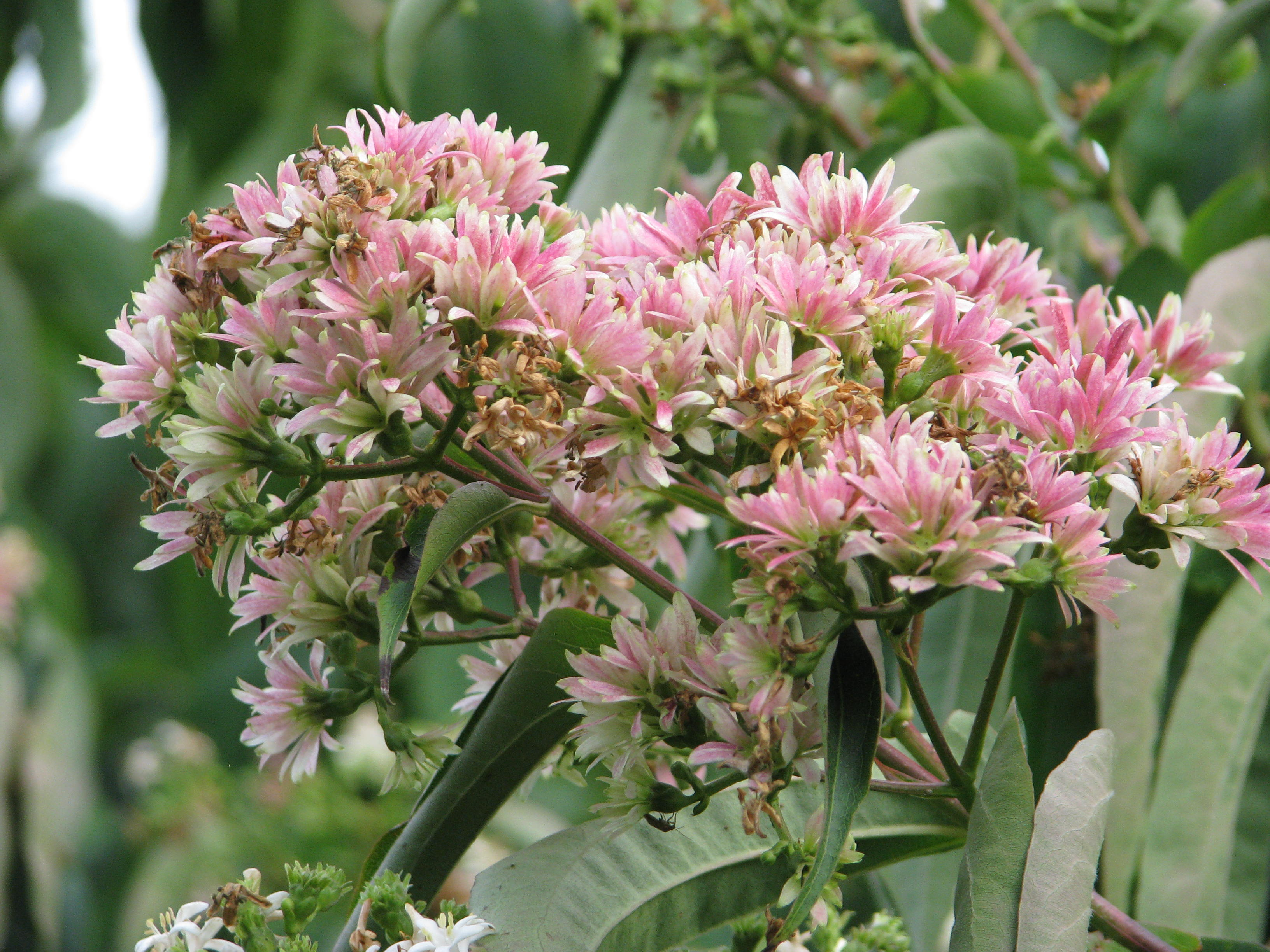
Roze kleur van de vruchtkelken.
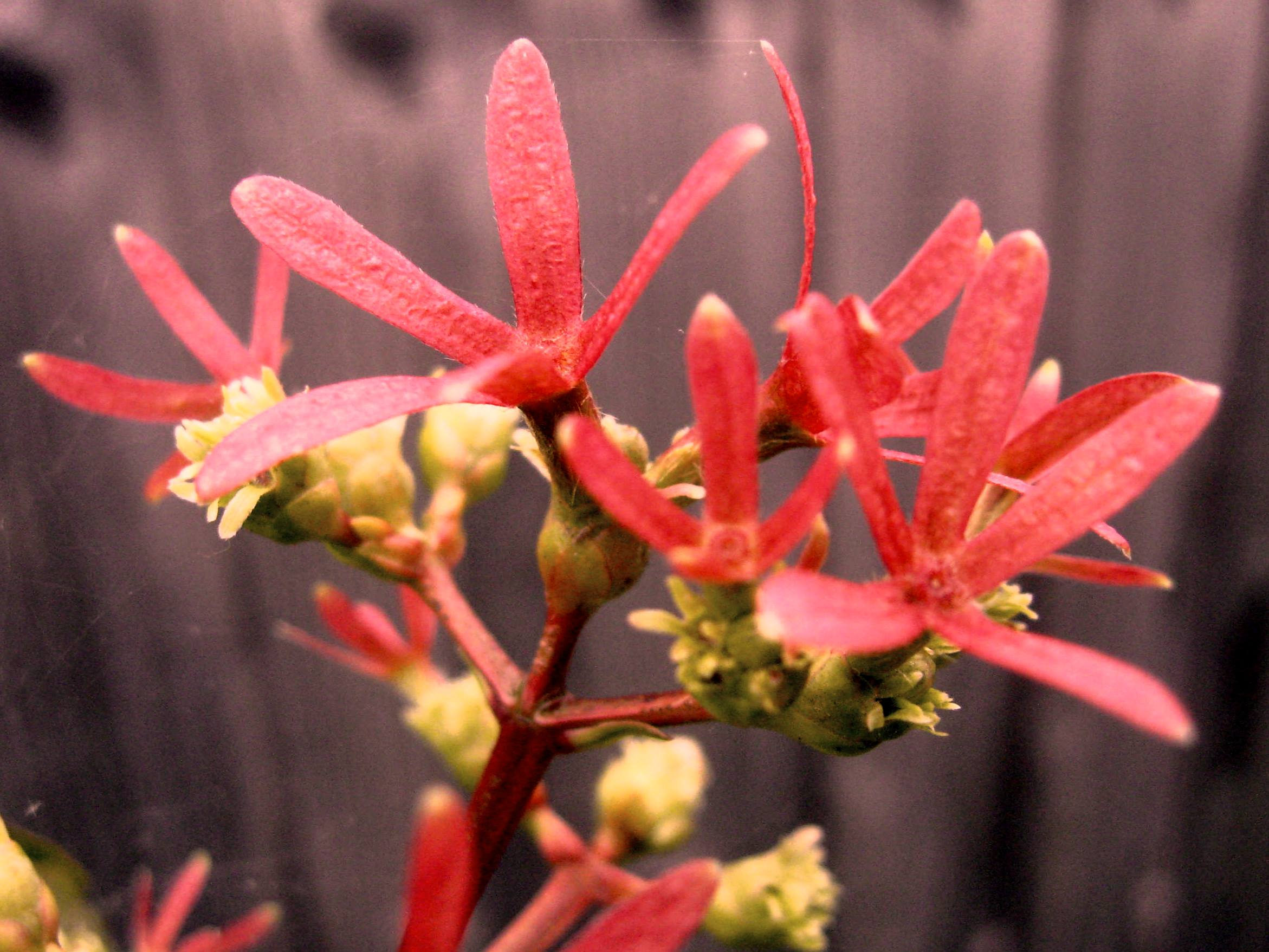
Close-up van vruchtdragende kelken eind oktober.